# Typ 41 75-mm-Gebirgsgeschütz
Das Typ 41 75-mm-Gebirgsgeschütz (japanisch 四一式山砲 Yon’ichishiki Sanpō), auch als Regiments-Geschütz (japanisch 連隊砲 Rentaihō) bezeichnet, war ein Gebirgsgeschütz, das vom Kaiserlich Japanischen Heer, der Kaiserlich Japanischen Marine und dem Heer des Mandschurischen Kaiserreichs im Zweiten Japanisch-Chinesischen Krieg, im Japanisch-Sowjetischen Grenzkonflikt und während des Pazifikkrieges von 1908 bis 1945 eingesetzt wurde. Die Bezeichnung Typ 41 deutet dabei auf das Jahr der Truppeneinführung, dem 41. Jahr der Herrschaft von Kaiser Meiji bzw. 1908 nach gregorianischem Kalender, hin.

## Geschichte

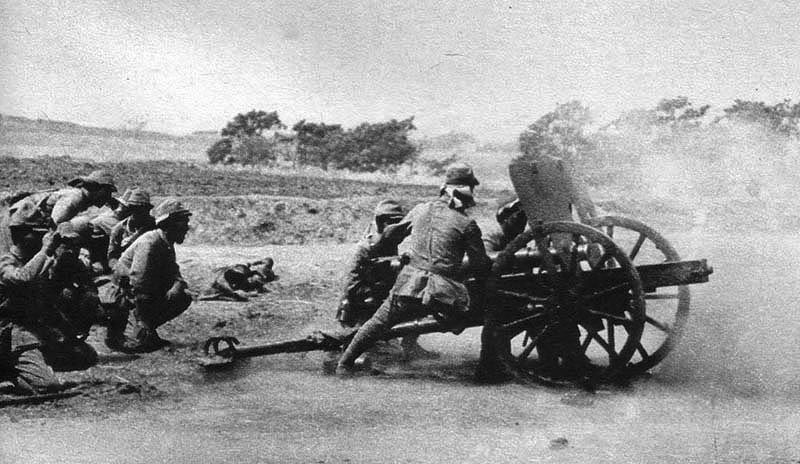
Ein Typ 41 beim Feuern

Das Typ 41 75-mm-Gebirgsgeschütz wurde von der Firma Krupp als M.08 Gebirgsgeschütz konstruiert und in Lizenz vom Arsenal Osaka produziert. Das Geschütz wurde im gleichen Jahr die Standardwaffe für die Gebirgsgeschütz-Regimenter. Als 1934 der Nachfolger des Typ 41, das Typ 94 75-mm-Gebirgsgeschütz, in der Truppe eingeführt wurde, wurden die Typ 41 auf Regimentsebene eingeführt. Fortan wurde das Typ 41 Regiments-Geschütz genannt und blieb bis zum Kriegsende 1945 im Einsatz. Das Typ 41 hatte einen unterbrochenen Schraubenverschluss. Die Geschützbesatzung bestand aus 13 Mann – 12 Kanonieren und einem Geschützführer. Wenn das Geschütz in Feuerstellung ging, teilte sich die Mannschaft in Richtkanonier, Ladeschütze, Schütze für das Betätigen des Feuermechanismus, Schütze am Holm um das Geschütz nach rechts oder links auszurichten, Schütze, der die Granaten scharf machte und diese dem Ladeschützen gab und zwei Kanoniere, die seitlich des Geschützes in Reserve lagen. Der Geschützführer stand etwas abseits, um das Feuer zu dirigieren. Die übrigen fünf Mann waren für das Heranbringen der 75-mm-Granaten zuständig. Das Geschütz konnte hochexplosive, Schrapnell-, hochexplosive panzerbrechende und Hohlladungs-Granaten verschießen. Die 75-mm-Granaten des Typ 41 konnten nicht mit 75-mm-Feldgeschützen verwendet werden.

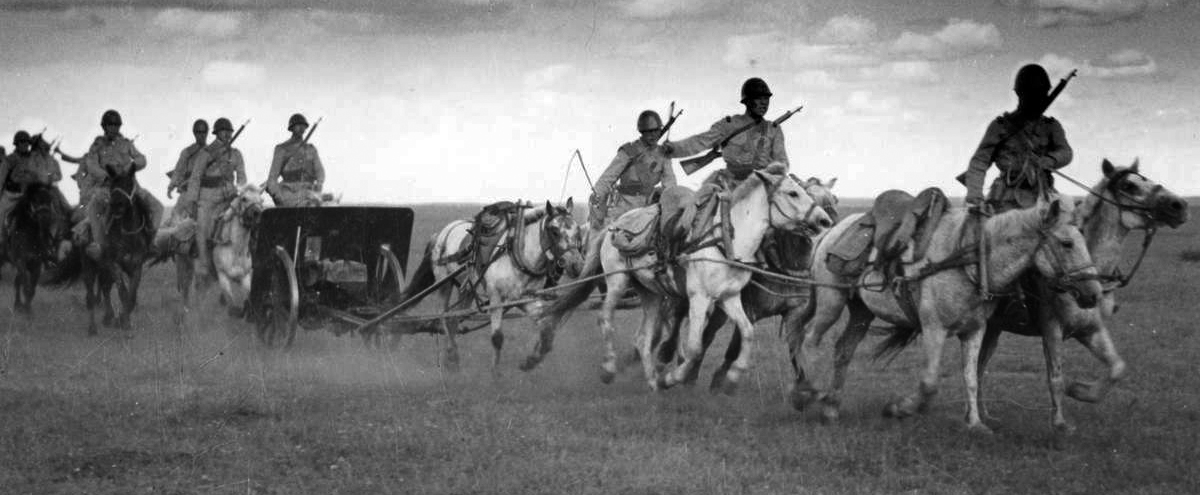
Ein Pferde bespanntes Typ 41 der japanischen Kavallerie, Mandschurei, 1939

Das Geschütz war leicht und schnell in mehrere Teile zerlegbar und konnte so in Teile von jeweils einem maximalen Gewicht von ca. 90 kg von Packtieren transportiert werden. In unwegsamen Gelände wurde das Geschütz von Soldaten getragen. Ein ungewöhnlicher Holm (in der Form einer Stimmgabel), an dessen Ende ein Erdsporn war, gab dem Geschütz Stabilität beim Feuern. Die maximale Reichweite des Geschützes lag bei ca. 7000 Meter, doch zeigten Schussversuche, dass bei einer Reichweite von 3000 Meter 75 % der Granateneinschläge sich innerhalb eines Rechtecks von 15 × 25 Meter befanden. Bei maximaler Reichweite lagen 75 % der Einschläge in einem Rechteck mit 10 Meter Breite und knapp 200 Meter Länge.

## Technik

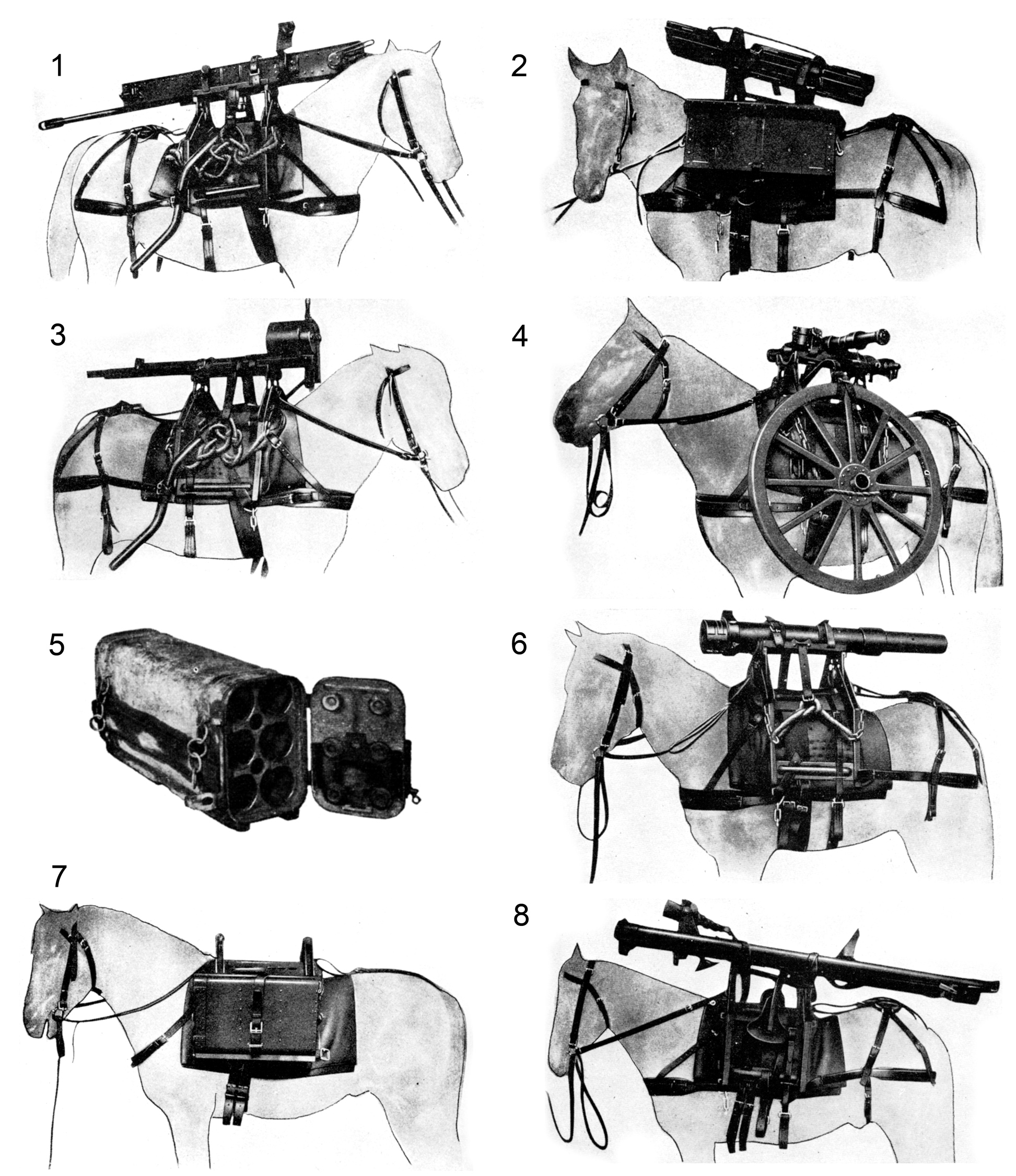
Darstellung der Aufteilung des Typ 41 Gebirgsgeschützes auf sechs Packtiere. Abbildung 5 zeigt einen Metallbehälter, der sechs Granaten aufnehmen konnte. Abbildung 7 zeigt ein Packtier, das auf jeder Seite einen Munitionsbehälter trägt.

### Technische Daten
- Kaliber: 75 mm
- Kaliberlänge: L/17,3
- Rohrlänge: 1,3 m[2]
- Höhenrichtbereich: −8° bis +25
- Seitenrichtbereich: 2,5° nach rechts, 3,5° nach links
- Geschützgewicht: 504 kg
- Geschossgewicht: 5,71 kg
- Mündungsgeschwindigkeit V0 = 360 m/s
- Maximale Reichweite: 7000 m
- Effektive Reichweite: ca. 3000 m

### Teilverlastbarkeit

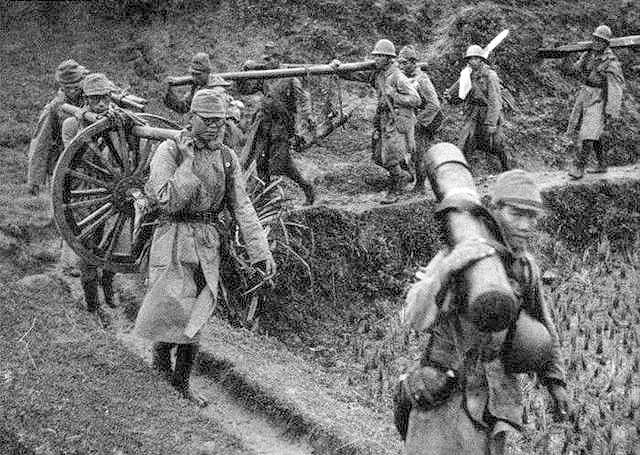
Ein Typ 41 wird von seiner Crew zur nächsten Stellung getragen.

Das Typ-41-75-mm-Gebirgsgeschütz wurde in leichten Abteilungen der Gebirgsartillerieregimenter der jeweiligen Heeresdivisionen eingesetzt. Es wurde im Pferdezug bewegt oder konnte durch Tragtiere in sechs Lasten transportiert werden. In der Abbildung rechts ist die Verteilung der Lasten wie folgt dargestellt:
1. Packtier: Die Rohrwiege auf dem Sattelrücken
2. Packtier: Gefalteter Frontschild auf Sattelrücken mit jeweils zwei Werkzeugkisten an den Seiten
3. Packtier: Schraubenverschlussmechanismus auf Sattelrücken
4. Packtier: Achse auf Sattelrücken und Räder seitlich
5. Packtier: Standard-75-mm-Gebirgsgeschütz-Munitionsbehälter aus Stahl
  1. Gewicht ohne Geschosse: ca. 14 kg
  2. Gewicht mit Granaten: ca. 55 kg
6. Packtier: Geschützrohr auf Sattelrücken
7. Packtier: Packtier, das auf jeder Seite einen Munitionsbehälter trägt
8. Packtier: Holm auf Sattelrücken

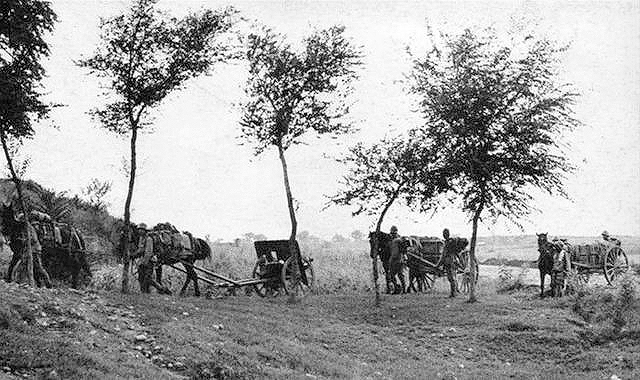
Hier wurde auf Esel als Zugtiere zurückgegriffen.

Wo das Gelände den Einsatz von Zugtieren nicht zuließ oder dieselben nicht vorhanden waren, wurde das Typ 41 durch Soldaten transportiert.

### Durchschlagskraft der Munition
Im August 1944 eroberten Soldaten des australischen 2. Bataillons des 14. Feldregiments auf Papua-Neuguinea eine funktionstüchtige Typ 41. Unter Leitung der Australian Army Operational Research Section führten Angehörige des 2. Bataillons der 83. Sanitäter-Einheit Schussversuche an einem liegengebliebenen Matilda-II-Panzer durch. Die Schüsse wurden aus einer Entfernung von ca. 135 Meter auf die Frontpanzerung des Matildas abgegeben. Dabei wurde panzerbrechende, hochexplosive und Hohlladungs-Granaten verschossen.

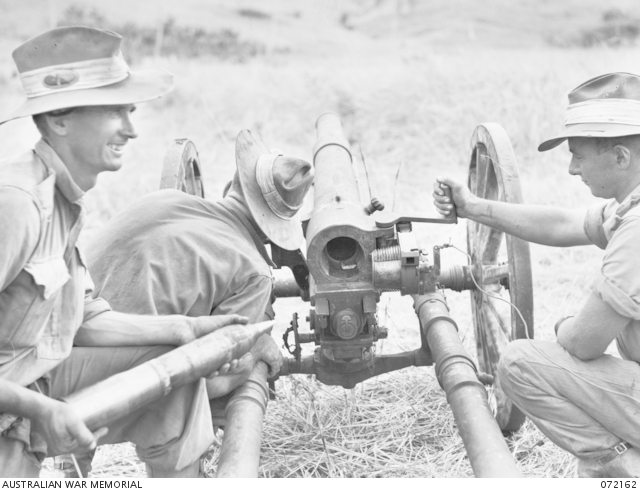
Die Schützen S. Germein, W.J.M. Hall und D.B. Officer kurz vor dem Feuern.
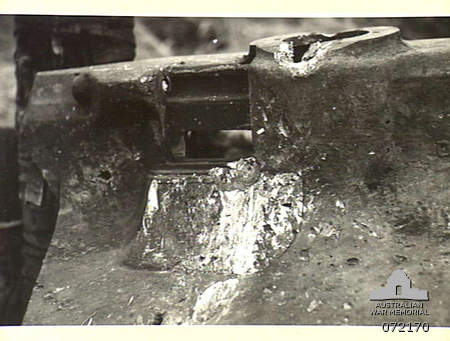
Einschusslöcher von drei abgefeuerten panzerbrechenden Geschossen.
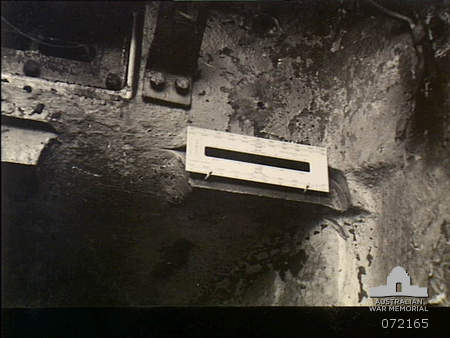
Innenansicht des Matilda II. Über dem Sehschlitz ist ein Einschussloch zu sehen.
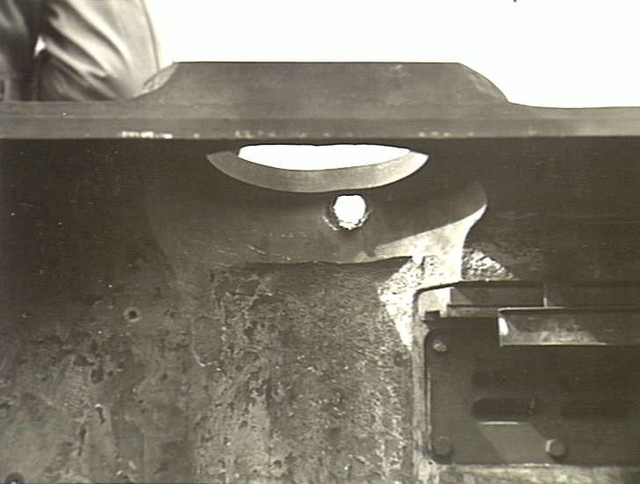
Einschussloch einer Hohlladungs-Granate.
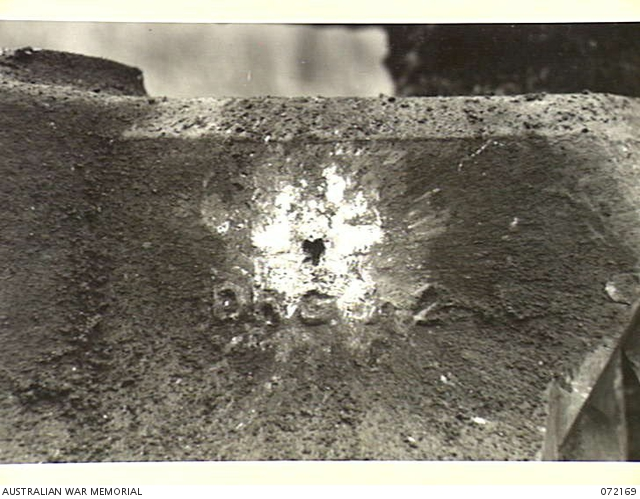
Einschussloch einer hochexplosiven Hohlladungs-Granate.

## Erhaltene Exemplare
Es gibt noch zahlreiche erhaltene Exemplare des Typ 41. Die folgenden Exemplare stellen nur eine kleine Auswahl dar.

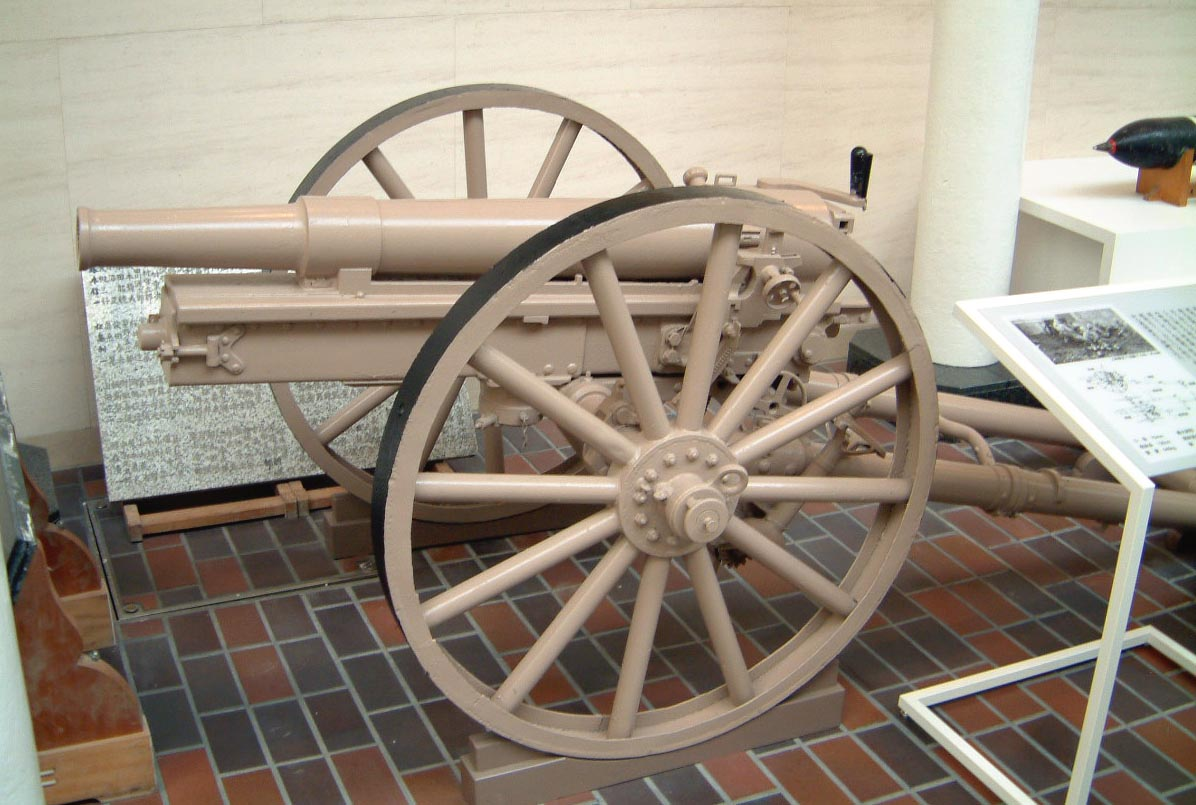
Yasukuni-Schrein, Tokio
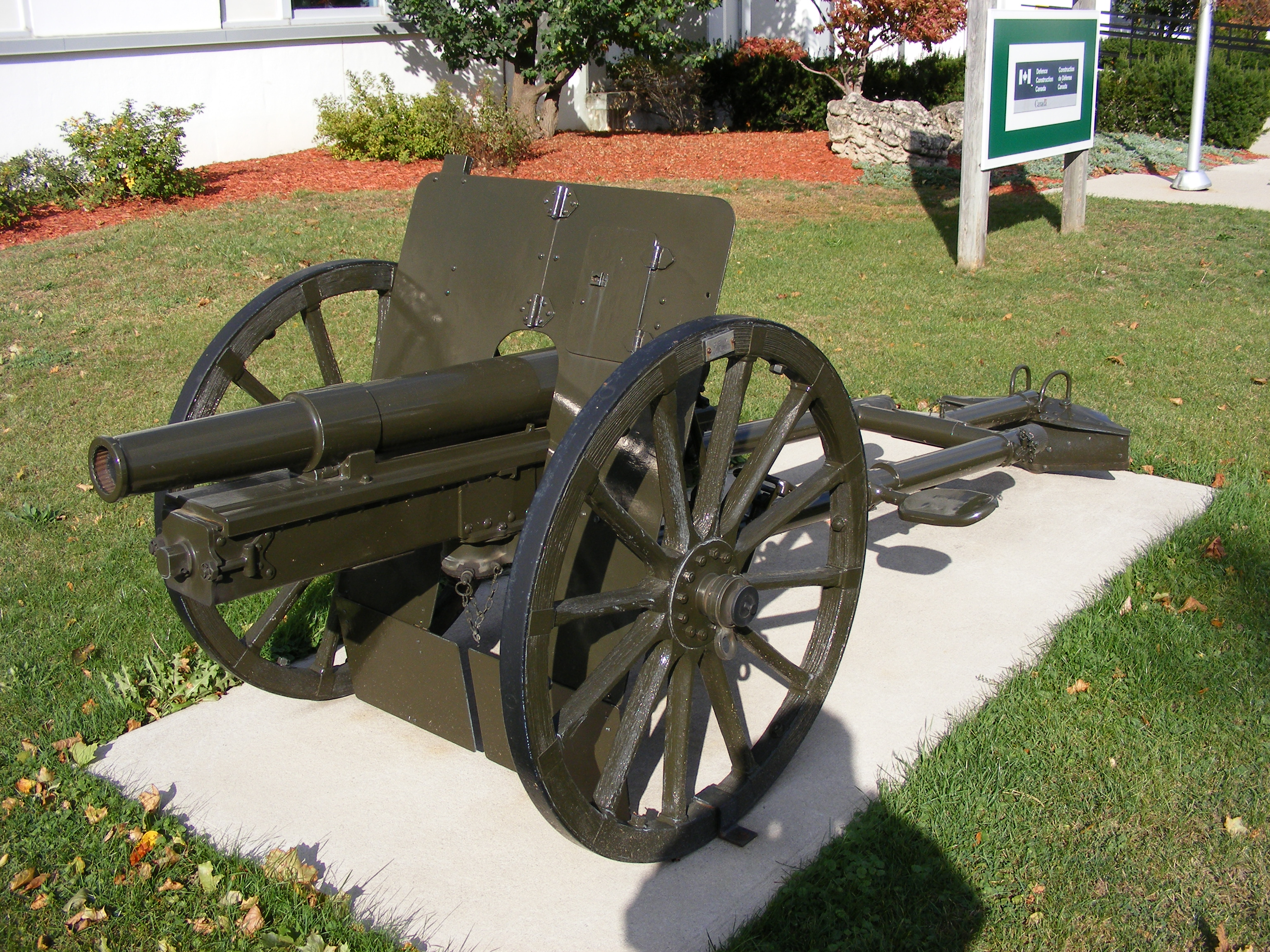
Nähe des Royal Canadian Regiment Museum in London, Ontario.
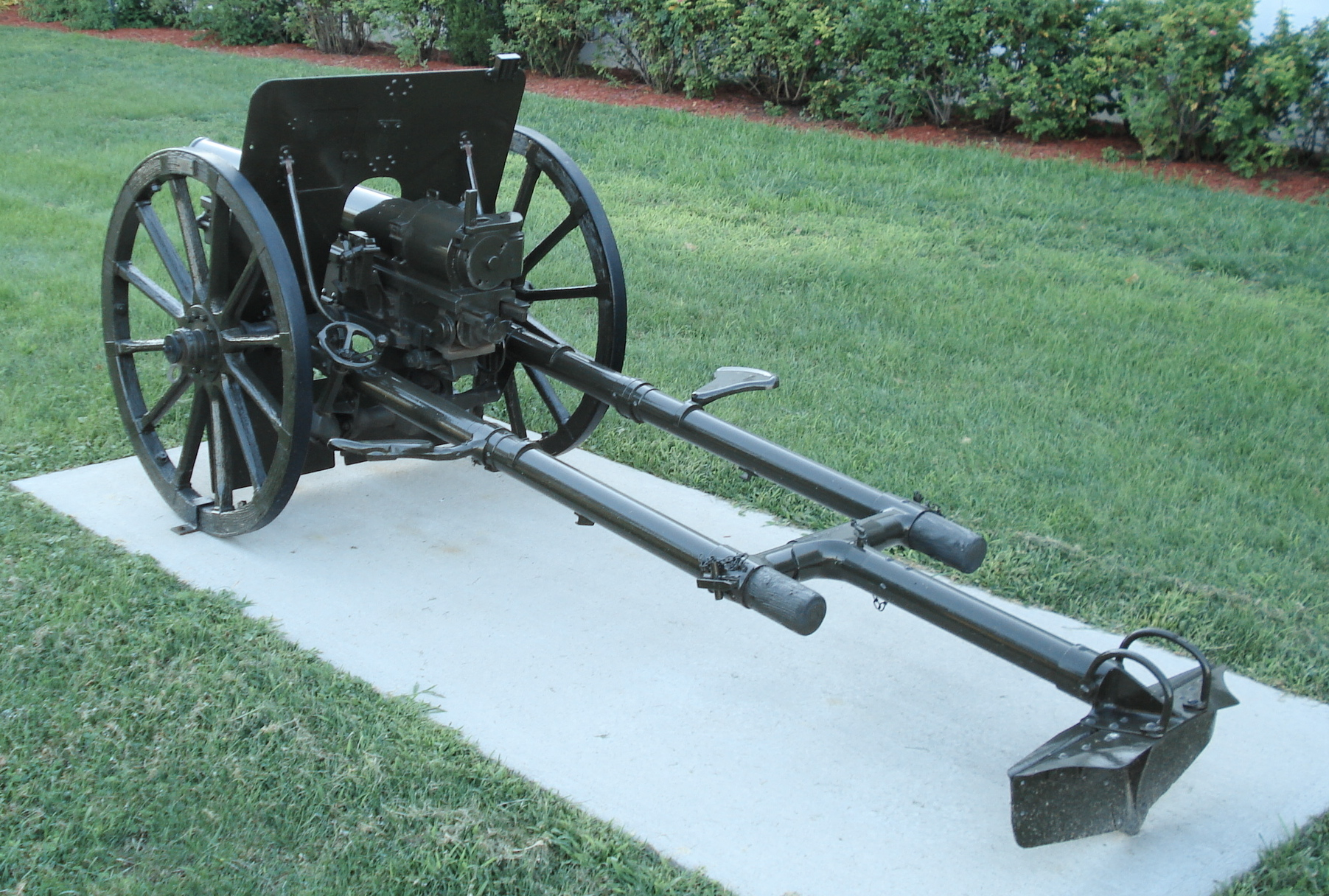
Rückansicht
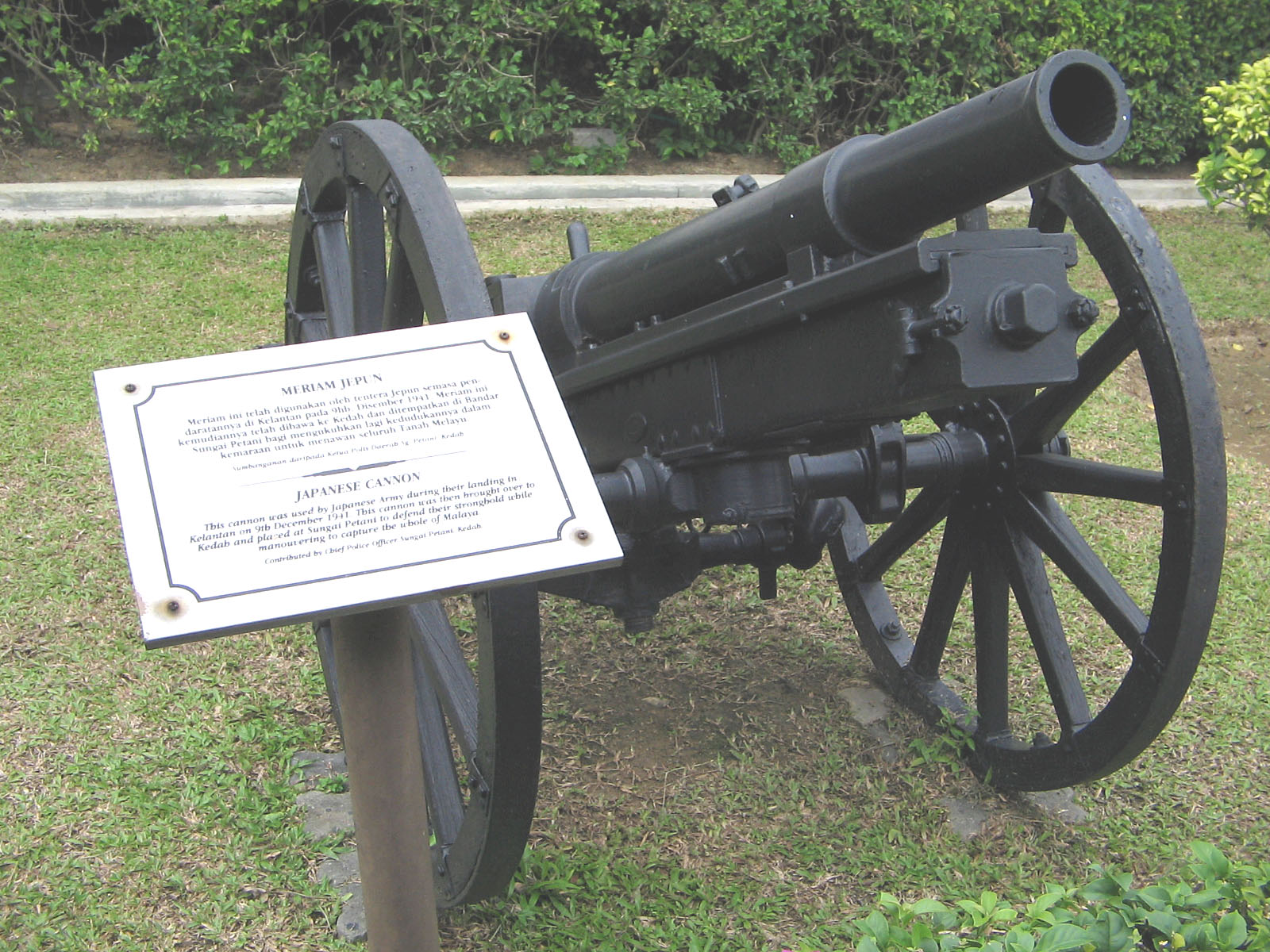
Malaysia
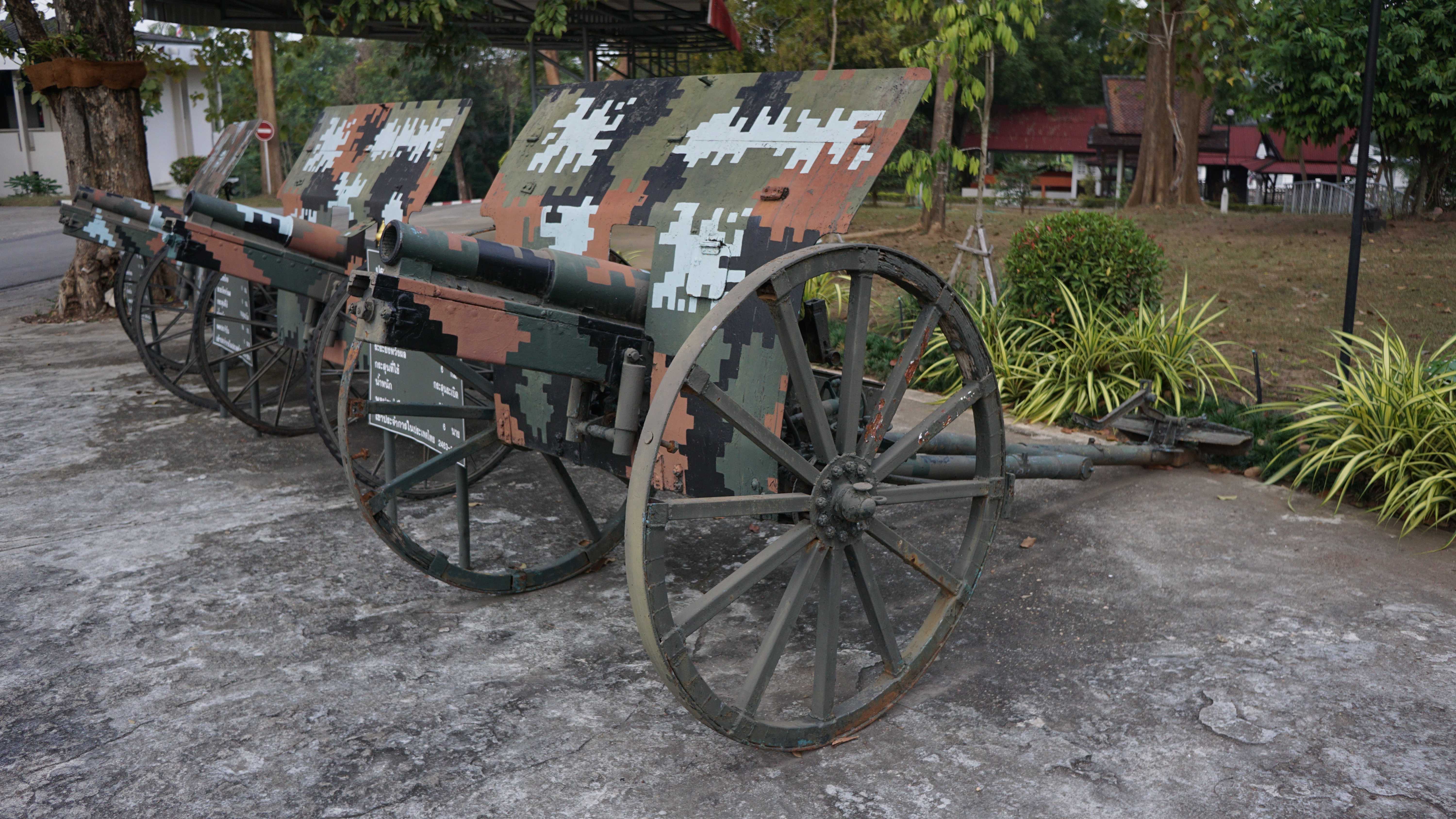
Surasakmontree Army Camp, Lampang, Thailand
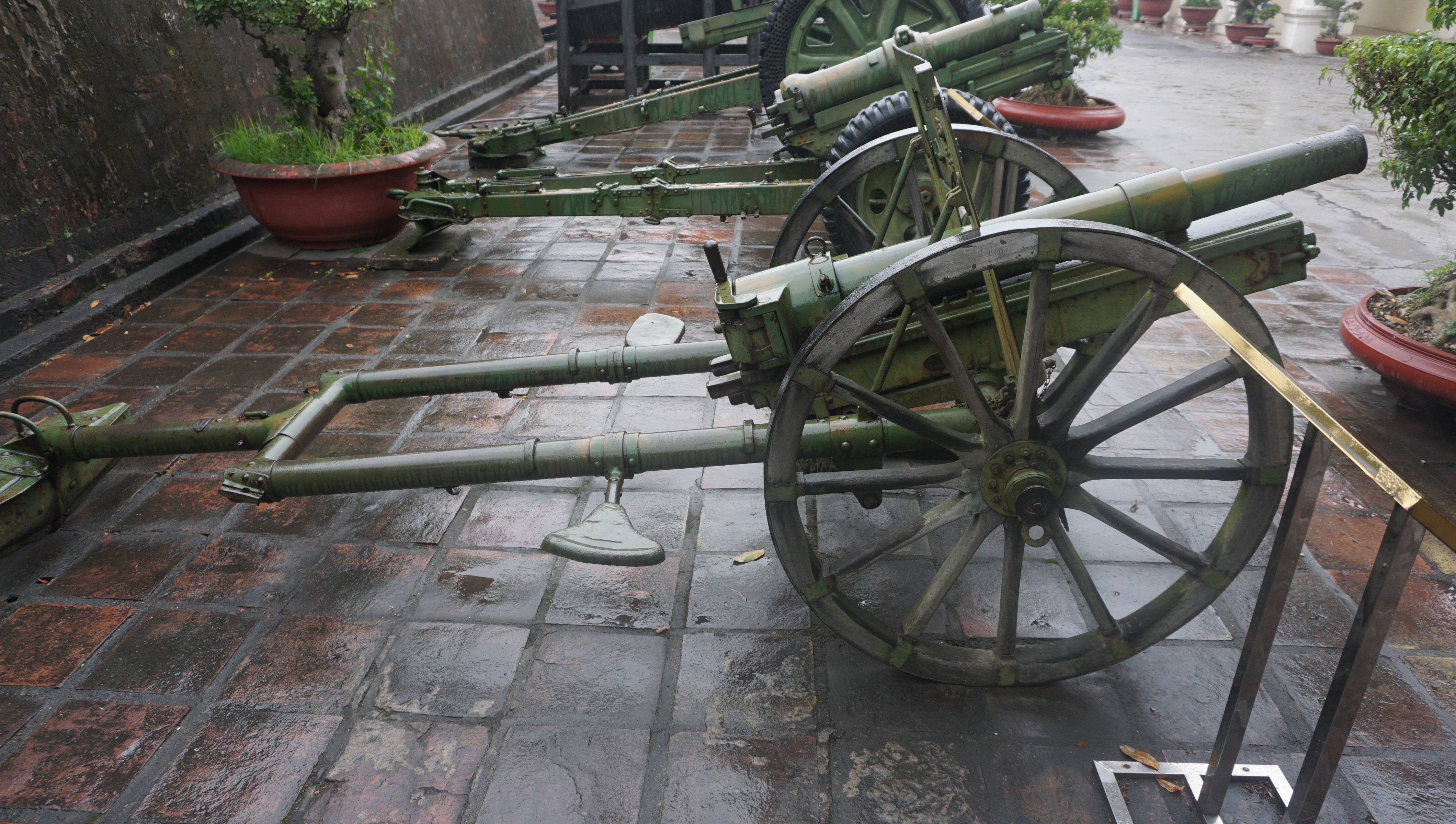
Vietnam Military History Museum